# Thief: Deadly Shadows
Thief: Deadly Shadows (lett. "Ladro: ombre mortali") è il terzo videogioco della serie Thief.
Un forte cambiamento rispetto ai primi due titoli della serie, Thief: Deadly Shadows è stato sviluppato dalla Ion Storm invece che da Looking Glass Studios (anche se vi hanno lavorato molti degli sviluppatori dei precedenti titoli). Il gioco utilizza una versione pesantemente modificata del motore di Unreal II, lo stesso utilizzato anche per un altro titolo della Ion Storm, vale a dire Deus Ex: Invisible War. A differenza dei due titoli originali, il terzo Thief è stato sviluppato simultaneamente sia per PC che per Xbox.
Per questa ragione, Thief: Deadly Shadows (Ion Storm ha deciso di non chiamare il titolo "Thief III" per paura di alienare i proprietari di console che non avevano mai giocato ai precedenti due titoli) è sostanzialmente diverso dai primi due capitoli della saga, sia in termini di aspetto che di gameplay.

## Modalità di gioco
Una delle nuove caratteristiche principali del gioco è stata l'introduzione di una città interamente esplorabile. Mentre nei precedenti capitoli si procedeva direttamente da una missione all'altra (alcune delle quali comunque ambientate in vaste aree cittadine), Thief: Deadly Shadows permette di muoversi lungo le strade, borseggiare i passanti, spiare la vita comune dei cittadini e cercare missioni secondarie rispetto a quelle principali per riempirsi le tasche od ottenere qualche favore da una delle fazioni del gioco, andando in questo modo ad introdurre per la prima volta dinamiche open world alla serie. Sulle mappe dei vari quartieri vengono indicati con impronte rosse i negozi dei ricettatori, in cui si può smerciare la refurtiva o rifornirsi di nuovi attrezzi del mestiere ed equipaggiamento. A differenza di giochi come Grand Theft Auto III, però, la Città non è una grande mappa continua, bensì un insieme di diversi quartieri confinanti, intermezzati da brevi schermate di caricamento. 
La dimensione delle mappe è stata ridotta rispetto a quelle dei due giochi precedenti (ad esempio, la superficie totale di estensione delle zone cittadine di Thief: Deadly Shadows è inferiore alla superficie complessiva di alcuni livelli di Thief II). Anche alcuni aspetti della meccanica di gioco sono stati modificati per ottimizzare il funzionamento sui controller da console, in particolare con la rimozione del sistema di combattimento con la spada, l'introduzione dei guanti per arrampicarsi al posto delle frecce corda e un sistema di scassinamento delle serrature completamente riveduto e corretto in modo da sfruttare al meglio le leve analogiche.
La maggior parte delle novità introdotte migliorano notevolmente l'esperienza di gioco, con il protagonista, Garrett, che per la prima volta è stato interamente modellato in tre dimensioni, e quindi è dotato di un corpo "fisico" visibile, e che deve essere tenuto in considerazione nell'ottica del movimento furtivo, in quanto può rimanere intrappolato in aree troppo strette, incespicare su eventuali ostacoli durante una fuga, oppure far cadere in modo rumoroso gli oggetti presenti nell'ambiente, rendendo molto più realistica la simulazione. Il modello tridimensionale di Garrett, inoltre, permette anche per la prima volta di adottare una visuale in terza persona simile a quella impiegata in altre pietre miliari del genere come Splinter Cell o Metal Gear Solid.

## Trama e missioni
È passato qualche tempo dalla fine dell'Era del Metallo e la Città pare essere tornata alla vita di sempre. Mentre sembra essersi instaurata una cauta tregua tra l'Ordine del Martello e i Pagani, nuove ombre si allungano verso il luogo che per anni è stato il nucleo dell'equilibrio: la Confraternita Custode. Si susseguono sinistri accadimenti e strani incidenti coi glifi magici, e serpeggia il sospetto che sia prossima la temuta Era Oscura, la quale, secondo le profezie lette dall'Interprete Caduca, sarà inaugurata proprio da un Custode (il "Fratello e traditore"). Tutto ciò in principio non tocca Garrett, interessato a portare avanti la sua attività di ladro.
- Arrivare e riscuotere: La prima missione è un tutorial, in cui si apprendono i comandi del gioco. L'obiettivo di Garrett è penetrare in un'osteria della Città, derubare uno dei suoi clienti, il ricco lord Julian, poi dileguarsi.

- La fine della linea di sangue: Nella precedente missione Garrett ha appreso che nel castello del facoltoso lord Ember si trova un prezioso opale e che fra i parenti del proprietario si complotta senza pietà per liquidare i rivali e impossessarsene; per il ladro è un'occasione d'oro per mettere le mani sul gioiello.

Concluso il colpo in casa di Ember, Garrett cerca di smerciare la refurtiva presso il ricettatore Perry il Crudele, ma questi esita, perché lady Elizabeth, la moglie di Ember, ha assoldato degli scagnozzi per vendicarsi. Il ladro quindi viene indirizzato da Perry a un'altra ricettatrice: Berta. Da lei Garrett ottiene inoltre una lettera da parte del Custode Artemus, mentore di Garrett quando questi era un accolito della Confraternita, il quale lo invita ad ascoltare le profezie lette dall'Interprete Caduca; in cambio a Garrett viene chiesto di procurare ai Custodi due artefatti: la Zampa di Jacknall e il Calice del Costruttore.
La prigione di Pavelock: Questo scenario si apre se Garrett viene catturato per le vie della Città dalla Guardia cittadina; il ladro deve riuscire a evadere dal carcere e recuperare il suo equipaggiamento, confiscatogli al momento dell'arresto. Dopo la fuga di Garrett, la Guardia cittadina non tenterà più di prenderlo vivo.
- La veglia di St. Edgar: Garrett si deve intrufolare nella chiesa hammerita di St. Edgar, nel quartiere del Mercato delle Pietre, e sottrarre al sacerdote Greidus il sacro Calice del Costruttore.

- Nel santuario dei Pagani: Attraverso un pozzo situato nella periferia del quartiere Sud, Garrett si addentra nei sotterranei dove si nascondono i Pagani e le creature selvagge con cui vivono. Ivi deve celebrare un rituale magico per mettere le mani sulla Zampa di Jacknall.

Garrett si reca alla sede della Confraternita e consegna i due oggetti rubati, ma viene a sapere che per i suoi furti sacrileghi sia gli Hammeriti che i Pagani lo hanno condannato a morte. Entrambe le fazioni gli offriranno però occasione di farsi perdonare compiendo favori per loro (ad es. eliminare i bachi della ruggine per gli Hammeriti); in questo modo il ladro può progressivamente aumentare la sua popolarità preso di loro e farseli addirittura alleati, purché frattanto non commetta altri crimini ai loro danni. Dai Custodi intanto Garrett riceve la capacità di azionare i Glifi dell'Apertura, che gli permettono di raggiungere quartieri della Città finora sbarrati, nonché altri due incarichi: il Compendio del Rimprovero e la Chiave del glifo, due oggetti scomparsi da lungo tempo, i quali servono per decodificare le profezie che l'Interprete Caduca leggerà. Una traccia su una lastra dorata, che parrebbe essere il Compendio, Garrett la trova su una nave ancorata al porto, la Abysmal Gail, infestata dai non-morti.
- La casa della vedova Moira: Seguendo la traccia lasciata dallo scomparso capitano Moira della Abysmal Gale, Garrett si reca alla sua residenza, la Magione Overlook, ove risiede la vedova del capitano, disperata per la perdita del marito e confinata nella sua stanza in cima alla torre, dalla quale ormai si rifiuta di scendere. Da qualche parte nei sotterranei della magione, il capitano ha nascosto il Compendio del Rimprovero, che Garrett dovrà rubare.

- La città sommersa: Garrett segue le tracce di una passata spedizione di Custodi per recuperare la chiave del glifo, spedizione dalla quale nessuno tornò vivo. Il ladro raggiunge attraverso le fogne le rovine della città sommersa dei Kurshok (un'antica razza umanoide anfibia, bandita secoli addietro dalla superficie da una maledizione del dio Impostore), ove recupera la chiave.

Tornato alla Biblioteca dei Custodi con il Compendio e la Chiave, Garrett viene ammesso al cospetto di Caduca, che legge le profezie sull'avvento dell'Era Oscura, mentre le sue criptiche parole vengono tradotte in frasi di senso compiuto dalla giovanissima Custode Gamall. Il risultato rimane nebuloso: a quanto pare il "Fratello e traditore" sarà indicato quando "il tempo si fermerà". Orland, il Primo Custode, ordina di attendere e osservare, ma il ladro decide di agire.
- Ammazzare il tempo: La Città è sovrastata da un'antica torre con un grande orologio, riverito e protetto dall'Ordine del Martello. L'intuizione di Garrett è sabotare l'orologio e così "fermare il tempo" per far avverare la profezia.

Il piano di Garrett ha un esito imprevisto: la torre dell'orologio collassa, col pinnacolo che punta direttamente alla sede dell'Ordine dei Custodi; è quindi lì che va cercato chi inaugurerà l'Era Oscura. Nel mentre l'Interprete Caduca viene assassinata e il Primo Custode Orland accusa Garrett di essere il colpevole, nonché il "Fratello e traditore" che Caduca stava cercando di identificare, e gli sguinzaglia addosso i Custodi Esecutori (i sicari della Confraternita). Il ladro fugge e viene contattato da Artemus e da alcuni Custodi che credono che sia Orland e non Garrett il "Fratello e traditore", poiché l'altro da un po' si comporta in modo strano.
- Di fratelli... e traditori: Garrett si intrufola di nuovo nel Complesso dei Custodi per trovare prove che dimostrino l'intrigo di Orland, ma rimane deluso: il Primo Custode viene manipolato da tutto il tempo da un misterioso individuo che lui credeva essere Caduca. Attirato da costui in una trappola, il ladro lo scorge: si tratta di una vecchia strega, che con la magia dei glifi anima delle statue di pietra e dei gargoyle e glieli scatena contro, costringendo Garrett a fuggire di nuovo.

Il nuovo nemico è la "Grigia Signora", l'Uomo Nero del mondo di Thief, che i più credono essere solo una figura fantastica di fiabe e filastrocche per spaventare i bambini. Ma c'è anche qualcuno che crede alla sua esistenza e le ascrive orrendi delitti, in cui le vittime vengono ritrovate completamente scorticate: questo qualcuno è l'hammerita Drept, ispettore della Guardia cittadina, il cui ufficio si trova nel quartiere di Auldale. Garrett va a trovare Drept e questi gli racconta che da anni cerca tracce sulla vecchia strega, fin da quando, ancora bambino, la vide rapire e uccidere la sua compagna di giochi Lauryl, all'orfanotrofio di Shalebridge. Garrett decide così di proseguire le sue ricerche da lì.
- Depredando Shalebridge: Lo spettrale Cradle, come viene chiamato l'istituto di Shalebridge, è stato un orfanotrofio, adibito poi a manicomio, e infine abbandonato a seguito di un misterioso incendio. L'edificio sembra posseduto da una volontà maligna, che anima lugubri spiriti e trattiene al suo interno tutto ciò che ardisca entrarvi. Anche Garrett vi rimane intrappolato, ma si imbatte nel fantasma della piccola Lauryl, il cui ritratto rivela una singolare somiglianza con Gamall, la giovanissima Custode ex-assistente dell'Interprete Caduca. Lauryl aiuterà Garrett a evadere con lei dal Cradle.

Fuggiti da Shalebridge, il fantasma di Lauryl guida Garrett alla propria tomba, sigillata da glifi magici apposti dalla Grigia Signora. Il ladro infrange il sigillo e libera lo spirito di Lauryl. Nello stesso istante la Custode Gamall perde il suo aspetto di bambina e rivela la sua vera natura di orrida megera, il cui corpo mostruoso è composto da parti delle sue vittime, tenute assieme dal potere dei glifi. La strega aveva ucciso Lauryl e adottato le sue sembianze per infiltrarsi nella cerchia più interna della Confraternita Custode e scoprire di più sui glifi magici più potenti. Benché smascherata in faccia ai Custodi, la strega si rivela troppo forte per essere catturata, si dilegua quindi senza difficoltà.
Identificato il covo di Gamall nei canali sotto la Città, Garrett vi si intrufola per indagare sui suoi piani. In particolare scopre di un glifo che permette di distruggere i mostri di pietra al servizio della strega e soprattutto di un misterioso Glifo Finale, legato al piano della strega per assurgere a immortalità e potere illimitato. Per crearlo occorrono cinque artefatti magici denominati "Senzienti": la Zampa di Jacknall, il Calice del Costruttore, il Rubino cuore di burrick, la Corona Kurshok e l'Occhio. I primi due, che Garrett aveva rintracciato in missioni precedenti del gioco, si trovano proprio nel covo di Gamall. I rimanenti sono custoditi nel Museo Wieldstrom, ad Auldale.
- Natura morta con randello: Garrett deve introdursi del Museo Wieldstrom, che si reputa essere a prova di ladro, per recuperare i restanti Senzienti. Si scopre fra l'altro che l'Occhio è il medesimo che il ladro aveva rubato in Dark Project e che, divertito, saluta Garrett come suo "vecchio amico".

All'uscita del museo Garrett si imbatte in Artemus, che gli ordina di consegnargli i Senzienti. Ma quando sopraggiunge anche Orland, il ladro odora il tranello e scappa. Infatti la strega, che ha ucciso Artemus e gli ha rubato l'aspetto, si rivela ancora, si sbarazza anche del Primo Custode e si scatena assieme al suo esercito di statue animate sulla Città, pur di impadronirsi di Garrett. Il ladro però posiziona i Senzienti e attiva il Glifo Finale, il quale distrugge tutti i glifi, inclusi quelli dai quali Gamall trae il suo potere, riducendosi quindi ad una fragile vecchietta. Ma la perdita dei glifi significa anche la fine dell'Ordine dei Custodi così come è stato per secoli. Garrett quindi abbandona la carriera di ladro e diventa il Primo Custode di una nuova confraternita, non più legata alla schiavitù dei glifi e alle profezie.
Nell'ultima scena una piccola ladra tenta di rubargli la borsa e Garrett la ferma proferendo le stesse parole che Artemus gli disse quando lo incontrò la prima volta ("Vedere un Custode non è cosa semplice... soprattutto quando lui non desidera essere visto"). Il cerchio si chiude e la storia finisce così come era cominciata.